# Arrondissement Pontivy
Pontivy is een arrondissement van het Franse departement Morbihan in de regio Bretagne. De onderprefectuur is Pontivy.

## Kantons
Het arrondissement was tot 2014 samengesteld uit de volgende kantons:
- Kanton Baud
- Kanton Cléguérec
- Kanton Le Faouët
- Kanton Gourin
- Kanton Guémené-sur-Scorff
- Kanton Josselin
- Kanton Locminé
- Kanton Pontivy
- Kanton Rohan
- Kanton Saint-Jean-Brévelay

Na de herindeling van de kantons bij decreet van 21 februari 2014, met uitwerking op 22 maart 2015, en de wijzigingen aan de arrondissementsgrenzen per 1 januari 2017, zijn dat :
- Kanton Grand-Champ (deel : 11/17)
- Kanton Gourin
- Kanton Guémené-sur-Scorff
- Kanton Moréac  (deel : 7/23)
- Kanton Ploërmel